# Grimmscher Hydridverschiebungssatz
Der Grimmsche Hydridverschiebungssatz (auch Hydridverschiebungsgesetz) erlaubt den Vergleich wasserstoffhaltiger Atomgruppen mit im Periodensystem der Elemente stehenden Atomen. Der Satz ist nach seinem Entdecker Hans G. Grimm benannt.
Ein Atom, das bis zu vier Stellen vor einem Edelgas steht, erhält durch die Aufnahme von n = 1, 2, 3, 4 Wasserstoffatomen Eigenschaften der im Periodensystem um n Gruppen rechts von ihm stehenden Elemente.
Beispiele:
- –OH, –NH2 und –CH3 treten wie die Halogene als einwertige Liganden auf.
- Das Ammoniumion NH4+ ist – wie die positiv geladenen Ionen der Alkalimetalle – farblos und bildet Salze, die meist gut wasserlöslich sind.[2]